# 上薩克森德語
上薩克森語（德語：Obersächsisch）是東中部德語的方言之一，使用者主要居住在現在德國的薩克森州，此外也包括了薩克森-安哈爾特州和圖林根州的部分地區。現在上薩克森語的使用者約有200萬人。